# ジェイ・フィルム
有限会社ジェイ・フィルム（JAYFILM co.,ltd.）は、映画・アニメを中心とした映像編集を手がけるポストプロダクションである。

## 概要
岡安プロモーションで岡安肇に師事した映画編集者の掛須秀一が個人事務所「掛須編集室」を母体に、葦プロダクションから独立した辺見俊夫を迎えて1990年に設立した。
邦画界の先駆としてノンリニア編集を導入した。
公式X @jayfilm_1990

## 主な編集作品

### 映画（抜粋／順不同）
- ナチュラル・ウーマン（佐々木浩久監督）
- BeRLiN（利重剛監督）
- ユーリ（坂元裕二監督）
- 女優霊（中田秀夫監督）
- Helpless（青山真治監督）
- 宇宙貨物船レムナント6（万田邦敏監督）
- 7月7日、晴れ（本広克行監督）
- ポストマン・ブルース（SABU監督）
- ジャンク・フード（山本政志監督）
- 萌の朱雀（河瀬直美監督）
- 守ってあげたい!（錦織良成監督）
- 独立少年合唱団（緒方明監督）
- 五条霊戦記 GOJOE（石井聰亙監督）
- VERSUS（北村龍平監督）
- とらばいゆ（大谷健太郎監督）
- クロエ (映画)（利重剛監督）
- ココニイルコト（長澤雅彦監督）
- 地獄甲子園（山口雄大監督）
- スカイハイ 劇場版（北村龍平監督）
- あずみ（北村龍平監督）
- あずみ2 Death or Love（金子修介監督）
- 約三十の嘘（大谷健太郎監督）
- 13階段（長澤雅彦監督）
- ゴジラ FINAL WARS（北村龍平監督）
- NANA（大谷健太郎監督）
- NANA2（大谷健太郎監督）
- 青空のゆくえ（長澤雅彦監督）
- Strange Circus 奇妙なサーカス（園子温監督）
- ラブ★コン（石川北二監督）
- 夜のピクニック（長澤雅彦監督）
- 紀子の食卓（園子温監督）
- 天国はまだ遠く（長澤雅彦監督）
- エクステ（園子温監督）
- 僕の彼女はサイボーグ（クァク・ジェヨン監督）
- ハンサム★スーツ（英勉監督）
- クローズZERO（三池崇史監督）
- クローズZERO II（三池崇史監督）
- 少年メリケンサック（宮藤官九郎監督）
- TAJOMARU（中野裕之監督）
- 天使の恋（寒竹ゆり監督）
- 愛のむきだし（園子温監督）
- 大怪獣バトル　ウルトラ銀河伝説 THE MOVIE（坂本浩一監督）
- キャタピラー (映画)（若松孝二監督）
- シュアリー・サムデイ（小栗旬監督）
- 私の優しくない先輩（山本寛監督）
- 牙狼-GARO- 〜RED REQUIEM〜（雨宮慶太監督）
- パラノーマル・アクティビティ　第2章　TOKYO NIGHT（長江俊和監督
- DOCUMENTARY of AKB48 to be continued 10年後、少女たちは今の自分に何を思うのだろう？(寒竹ゆり監督)

- 冷たい熱帯魚（園子温監督）
- 陽だまりの彼女(三木孝浩監督)
- DOCUMENTARY of AKB48 Show must go on 少女たちは傷つきながら、夢を見る（高橋栄樹監督）
- DOCUMENTARY of AKB48 The time has come 少女たちは、今、その背中に何を想う？(高橋栄樹監督)
- リアル鬼ごっこ（園子温監督）
- くちびるに歌を(三木孝浩監督)
- 新宿スワン（園子温監督）
- 先生！　、、、好きになってもいいですか？(三木孝浩監督)
- 武曲 MUKOKU（熊切和嘉監督）
- ブルーアワーにぶっ飛ばす（箱田優子監督）
- 佐々木、イン、マイマイン（内山拓也監督）
- あつい胸さわぎ（まつむらしんご監督）
- #マンホール（熊切和嘉監督）
- おとななじみ(高橋洋人監督)
- 告白 コンフェッション（山下敦弘監督）
- ゼンブ・オブ・トーキョー（熊切和嘉監督）
- かくかくしかじか（関和亮監督）

### アニメーション（抜粋／順不同）
- A・LI・CE
- 新カラテ地獄変
- GHOST IN THE SHELL / 攻殻機動隊（押井守監督）
- 人狼 JIN-ROH（沖浦啓之監督）
- 名探偵コナン
- フリテンくん（OVA）
- ポケットモンスター（シリーズ／劇場版）
- それいけ!アンパンマン (シリーズ/映画)
- 機動戦士Ζガンダム（劇場版）
- ∀ガンダム
- アイドル伝説えり子
- カウボーイビバップ（劇場版）
- ケロロ軍曹（シリーズ／劇場版）
- サムライチャンプルー
- 蒼穹のファフナー（シリーズ／劇場版）
- 魔法先生ネギま!
- 魔法のエンジェルスイートミント
- アイドル天使ようこそようこ
- 交響詩篇エウレカセブン
- SHUFFLE!
- Ergo Proxy
- D.Gray-manシリーズ
- 武装錬金
- ジャンケンマン
- 花の魔法使いマリーベル
- 姫ちゃんのリボン
- ああっ女神さまっ (OVA 1993年）
- 流星のロックマン
- しましまとらのしまじろう
- 赤ずきんチャチャ
- 新　キューティーハニー (OVA)
- 魔法騎士レイアース
- ナースエンジェルりりかSOS
- 愛天使伝説ウェディングピーチ
- 怪盗セイント・テール
- こどものおもちゃ
- デルトラクエスト
- CLAMP学園探偵団
- カードキャプターさくら
- スーパードール★リカちゃん
- ZOMBIE-LOAN
- DARKER THAN BLACK -黒の契約者-
- みなみけシリーズ
- かのこん
- To LOVEる -とらぶる-シリーズ
- バトルスピリッツシリーズ
- 亡念のザムド
- イナズマイレブン（シリーズ／劇場版）
- ミチコとハッチン
- 今日の5の2
- 喰霊-零-
- 戦国BASARAシリーズ
- ティアーズ・トゥ・ティアラ 花冠の大地
- PandoraHearts
- CANAAN
- たまごっち!
- 聖剣の刀鍛冶
- 君に届けシリーズ
- れでぃ×ばと!
- 機動戦士ガンダムUC
- Angel Beats!
- さらい屋 五葉
- ブレイクブレイド（劇場版）
- みつどもえシリーズ
- 神のみぞ知るセカイシリーズ
- えむえむっ!
- Rio RainbowGate!
- ダンボール戦機シリーズ
- 花咲くいろは
- デッドマン・ワンダーランド
- そふてにっ
- ゆるゆりシリーズ
- 神様ドォルズ
- ハヤテのごとく!（劇場版）
- ましろ色シンフォニー
- 未来日記
- 境界線上のホライゾンシリーズ
- 輪廻のラグランジェシリーズ
- Another
- 男子高校生の日常
- ZETMAN
- LUPIN the Third -峰不二子という女-
- アクセル・ワールド
- うぽって!!
- エウレカセブンAO
- TARI TARI
- 貧乏神が!
- ハヤテのごとく! CAN'T TAKE MY EYES OFF YOU
- 絶園のテンペスト
- 琴浦さん
- ラブライブ!シリーズ
- THE UNLIMITED 兵部京介
- RDG レッドデータガール
- ピカイア!
- カーニヴァル
- DEVIL SURVIVOR 2 the ANIMATION
- ハヤテのごとく! Cuties
- 恋愛ラボ
- 有頂天家族シリーズ
- 凪のあすから
- 色づく世界の明日から
- 勇者になれなかった俺はしぶしぶ就職を決意しました。
- ありふれた職業で世界最強
- 弱虫ペダルシリーズ
- ノブナガン
- ノラガミシリーズ
- バディ・コンプレックス
- とある飛空士への恋歌
- ハマトラ
- 妖怪ウォッチ
- 鬼灯の冷徹
- マケン姫っ!通
- テンカイナイト
- 一週間フレンズ。
- ガンダムGのレコンギスタ
- オレカバトル
- ドラゴンコレクション
- ヒーローバンク
- ソウルイーターノット!
- ご注文はうさぎですか?シリーズ
- グラスリップ
- 白銀の意思 アルジェヴォルン
- さばげぶっ!
- DRAMAtical Murder
- 東京ESP
- ガンダム Gのレコンギスタ
- 曇天に笑う
- クロスアンジュ 天使と竜の輪舞
- 暁のヨナ
- SHIROBAKO
- 結城友奈は勇者である
- SHOW BY ROCK!!シリーズ
- ミカグラ学園組曲
- トリアージX
- GANGSTA.
- Charlotte
- 赤髪の白雪姫
- 機動戦士ガンダム サンダーボルト
- 実は私は
- かみさまみならい ヒミツのここたま
- おそ松さん
- ハルチカ〜ハルタとチカは青春する〜
- 魔法少女なんてもういいですから。
- 僕のヒーローアカデミアシリーズ
- ベイブレードバーストシリーズ
- 12歳。〜ちっちゃなムネのトキメキ〜
- 聖戦ケルベロス 竜刻のファタリテ
- クロムクロ
- ビッグオーダー
- ReLIFE
- B-PROJECT〜鼓動*アンビシャス〜
- 甘々と稲妻
- 91Days
- 一人之下 the outcast
- モンスターハンター ストーリーズ RIDE ON
- TRICKSTER -江戸川乱歩「少年探偵団」より-
- ユーリ!!! on ICE
- クラシカロイド
- はがねオーケストラ
- エルドライブ【ēlDLIVE】
- ガヴリールドロップアウト
- ピカイア!!
- 王室教師ハイネ
- サクラクエスト
- 100%パスカル先生
- プリプリちぃちゃん!!
- 魔法使いの嫁
- トミカハイパーレスキュー ドライブヘッド 機動救急警察
- Fate/Apocrypha
- ゾイドワイルド
- 天狼 Sirius the Jaeger
- ムヒョとロージーの魔法律相談事務所
- 本好きの下剋上 司書になるためには手段を選んでいられません
- カードキャプターさくら　クリアカード編
- 機動戦士ガンダムNT
- オッドタクシー（シリーズ/劇場版）
- 新幹線変形ロボシンカリオンZ
- イジらないで、長瀞さん
- BEYBLADE X
- 薬屋のひとりごと
- 外科医エリーゼ
- 悲劇の元凶となる最強外道ラスボス女王は民の為に尽くします。
- さようなら竜生、こんにちは人生
- ダンジョンの中の人ひと
- 転生貴族、鑑定スキルで成り上がる
- オーイ！とんぼ
- 青のミブロ
- 魔神創造伝ワタル

### ドラマ
- 私立探偵 濱マイク（テレビドラマ版 第12話）
- Pinkの遺伝子
- 恋する!?キャバ嬢
- 牙狼-GARO-
- キューティーハニー THE LIVE
- 八重の桜
- みんな!エスパーだよ!
- 55歳からのハローライフ
- 山田孝之の東京都北区赤羽
- ぼくは麻理のなか
- 目玉焼きの黄身 いつつぶす？
- コタキ兄弟と四苦八苦
- おかえりモネ
- First Love 初恋
- ブラッシュアップライフ
- ホットスポット

### ドキュメンタリー
- バチェロレッテ シーズン１（ep01,ep05）
- 時をかけるテレビ〜今こそ見たい！この１本

## 所属スタッフ
- 掛須秀一
- 伊藤潤一
- 渡辺直樹
- 後田良樹
- 今井大介
- 野川仁
- 小守真由美
- 金丸紘平
- 大谷斉意
- 野原有香

### OB
- 辺見俊夫
- 今井剛
- 関一彦
- 岡田輝満
- 大竹弥生
- 長坂智樹
- 坂本久美子
- 小野寺絵美
- 高橋歩
- 堂山紗苗
- 木村里紀